# Amon Amarth
Amon Amarth ist eine Melodic-Death-Metal-Band aus Tumba, einem Vorort der schwedischen Hauptstadt Stockholm. Sie entstand 1992 aus der Band Scum und steht bei dem US-amerikanischen Plattenlabel Metal Blade Records unter Vertrag. Amon Amarth haben bis heute zwölf Studioalben veröffentlicht. Ihre DVD Wrath of the Norsemen wurde in den USA und Kanada vergoldet.

## Bandgeschichte
Die Wurzeln von Amon Amarth liegen bei der im Jahre 1988 gegründeten Death-Metal-Band Scum (englisch für „Abschaum“). Zur Gruppe gehörten „Themgoroth“ (später Dark Funeral), Olavi Mikkonen und Ted Lundström (ex-Eternal Oath). Man nahm ein Demo auf, das wegen seines schlechten Sounds nie veröffentlicht wurde. Nachdem sich Sänger Johan Hegg im Jahre 1992 der Formation angeschlossen hatte, änderte man den Namen in Amon Amarth und wandte sich dem Death Metal zu. Im Jahr 1994 erschien mit dem Demo The Arrival of the Fimbul Winter das erste musikalische Lebenszeichen der Band. Amon Amarth wurden von der in Singapur ansässigen Firma Pulverised Records unter Vertrag genommen.

„Schließlich erhielten wir einen Vertrag mit einer Plattenfirma aus einem Land, von dem wir nicht wussten, wo es überhaupt liegt.“

Die einzige Veröffentlichung für Pulverised Records war die Mini-CD Sorrow Throughout the Nine Worlds, die 1996 veröffentlicht wurde. Im Sommer 1996 wurde Schlagzeuger Nico Kaukinen durch Martin Lopez ersetzt, welcher in der Folge bei Opeth spielte. Amon Amarth wurden von Metal Blade Records unter Vertrag genommen. Im renommierten Sunlight Studio spielte die Band ihr erstes Album Once Sent from the Golden Hall ein. Da man mit dem Klang nicht zufrieden war, wurde das Album in Peter Tägtgrens Abyss Studio noch einmal abgemischt, bevor es im Jahre 1998 veröffentlicht wurde. Amon Amarth gingen zusammen mit Deicide, Six Feet Under und Brutal Truth auf Tournee. Im selben Jahr verließen Anders Hansson und Martin Lopez die Band und wurden durch Johan Söderberg und Frederik Andersson (ex-A Canourous Quintett) ersetzt. Bis zum Ausstieg von Frederik Andersson 2015 war dies der letzte Besetzungswechsel.
1999 folgte mit The Avenger das zweite Album. Amon Amarth spielen erstmals auf dem Wacken Open Air und den X-Mas Festivals ’99 mit Morbid Angel, Krisiun, Gorgoroth und God Dethroned. Mit The Crusher im Jahr 2001 baute die Band ihren Status weiter aus. Im August 2001 spielten Amon Amarth auf dem Milwaukee Metal Festival ihr erstes Konzert in den Vereinigten Staaten. Es folgten die ersten Headlinertourneen durch die USA und Europa.

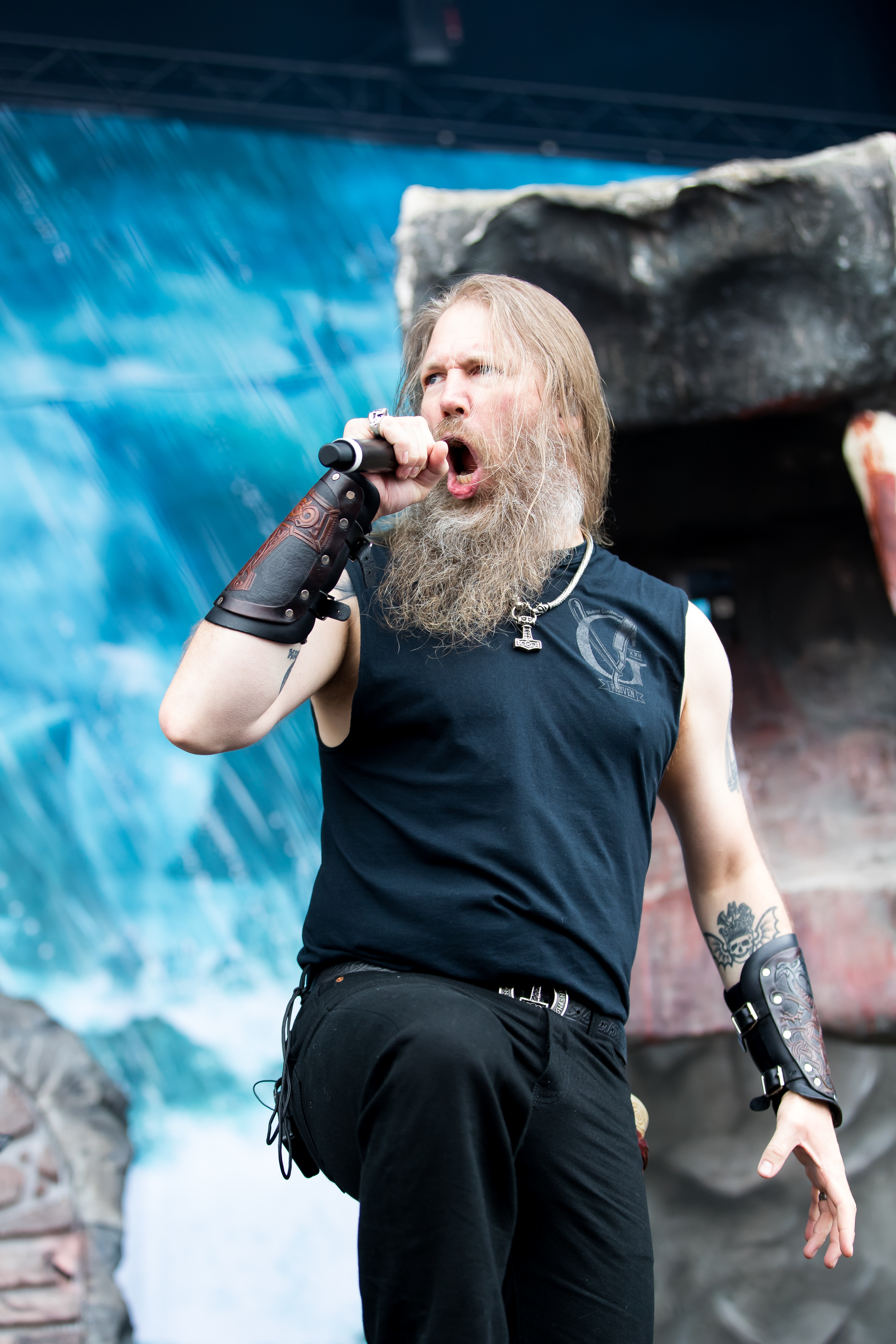
Johan Hegg beim Rock am Ring 2016

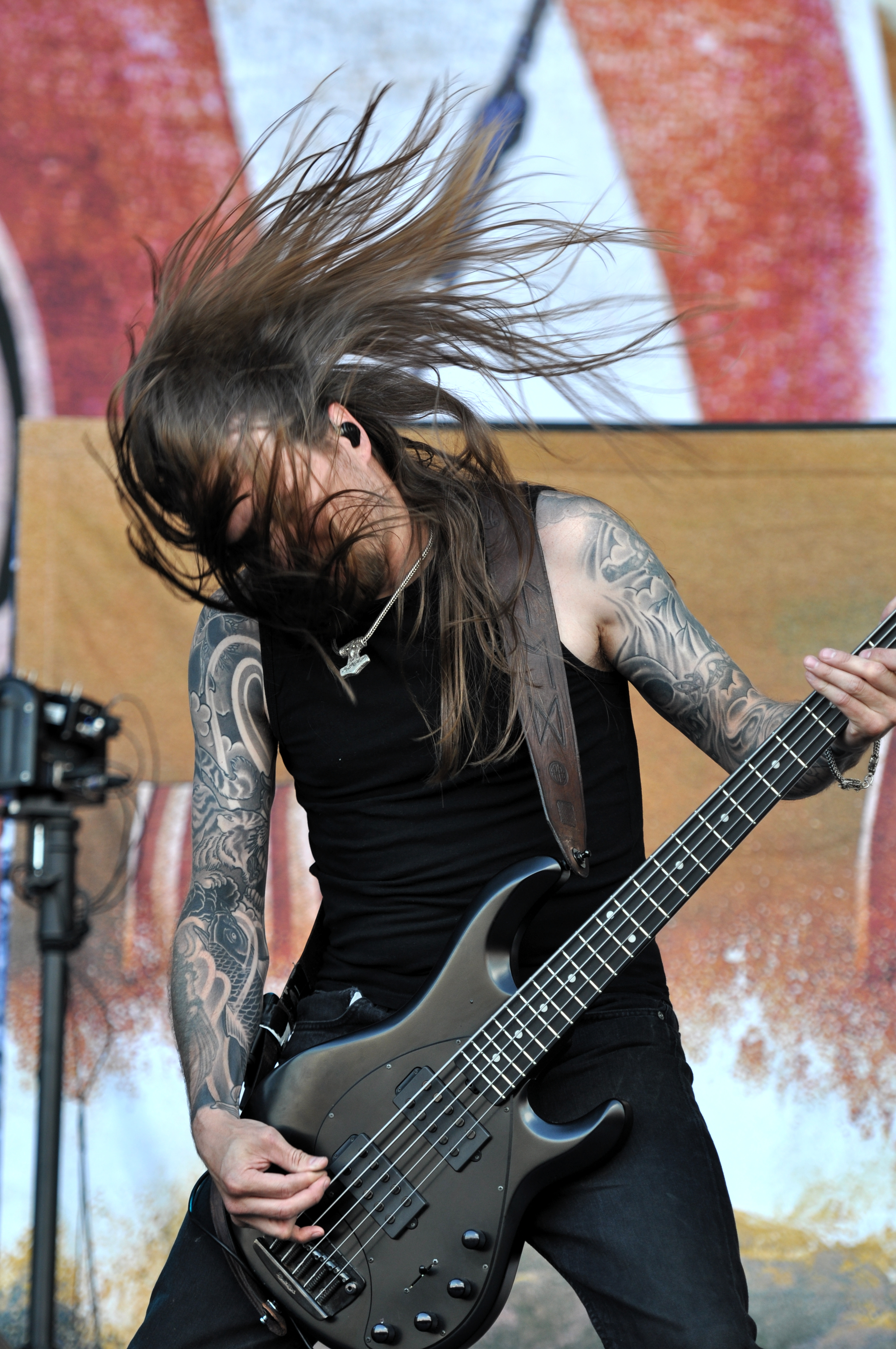
Ted Lundström beim Rock am Ring 2013

Mit dem im Jahre 2002 veröffentlichten Album Versus the World gelang der Durchbruch. Der deutsche Metal Hammer kürte es zum „Album des Monats“. Das Lied Death in Fire entwickelte sich zum Hit, und das dazugehörige Musikvideo lief regelmäßig bei VIVA PLUS. Durch weitere Tourneen mit Kreator, Nile, Destruction oder Misery Index festigte die Gruppe ihren Ruf als hervorragende Liveband.
Mit dem 2004 veröffentlichten Album Fate of Norns konnten Amon Amarth an diesen Erfolg anknüpfen. Vereinzelt wurde bemängelt, dass sich die Lieder aufgrund des langsameren Tempos ähneln. Das deutsche Magazin Rock Hard kürte es zum „Album des Monats“. Zu einem Höhepunkt der Bandkarriere wurde der Auftritt beim Wacken Open Air. Auch wenn das Konzert erst um zwei Uhr nachts begann, standen etwa 30.000 Fans vor der Bühne. Es folgte eine Tournee mit Impious und Disillusion, bevor Amon Amarth erstmals Konzerte in Mexiko spielten.
Im Mai 2006 wurde die Dreifach-DVD Wrath of the Norsemen veröffentlicht. Das Paket enthält fünf komplette Konzerte und verbrachte sechs Wochen in den deutschen Musik-DVD-Charts. In den USA und Kanada wurde die DVD vergoldet. Danach spielte die Band auf diversen Festivals, wie beispielsweise dem Rock Hard Festival. Das Studioalbum With Oden on Our Side erschien im September 2006 und erreichte Platz 21 in den deutschen Albumcharts. Die folgende Tournee führte die Band zusammen mit Wintersun und Týr quer durch Europa. Im Jahr 2007 tourten sie mit Dimmu Borgir und Engel auf der „Invaluable Darkness“-Tour.
Im Mai 2008 wurden die Songs für ihr siebtes Studioalbum Twilight of the Thunder God im Fascination Street Studio in Örebro, Schweden, aufgenommen. Dieses Album stieg in Deutschland auf Anhieb in die Top 10 der Albumcharts ein (Platz 6) und war damit das bis dato erfolgreichste der Band.
Die Aufnahmen zu Amon Amarths achtem Studioalbum Surtur Rising begannen am 1. Oktober 2010. Es erschien am 25. März 2011 in der DACH-Region. Die Release-Tour fand vom 13. bis 29. Mai 2011 statt.
Zum 20-jährigen Bestehen spielte die Band eine Geburtstags-Tour im August 2012 durch fünf Städte in Deutschland, den Niederlanden und Polen. Zudem trat die Band erneut auf dem Wacken Open Air und dem Summer Breeze auf. Anschließend begannen Amon Amarth mit der Arbeit an einem neuen Album.
Das neunte Studioalbum der Band Deceiver of the Gods erschien am 21. Juni 2013. Das Albumcover wurde am 12. April auf Reddit veröffentlicht. Am 13. April stellte die Band auf ihrer Website die erste Single zum Stream und kostenlosen Download zur Verfügung. Anfang 2015 gab die Band bekannt, sich von ihrem Schlagzeuger Frederik Andersson getrennt zu haben.
Am 25. Januar 2016 gaben Amon Amarth die Veröffentlichung ihres neuen Albums Jomsviking für den 25. März 2016 an. Gleichzeitig wurde mit First Kill ein Song des neuen Albums veröffentlicht, zu dem auch ein Musikvideo gedreht wurde. Als Schlagzeuger bei den Studioaufnahmen und im Musikvideo zu First Kill fungierte Tobias Gustafsson von der Band Vomitory. Dieser sollte laut Gitarrist Johan Söderberg jedoch nicht den Anfang 2015 ausgestiegenen Schlagzeuger Frederik Andersson als festes Bandmitglied beerben. Kurze Zeit später wurde der Song At Dawn’s First Light ebenfalls mit einem Musikvideo veröffentlicht. Am 22. März wurde Jocke Wallgren (October Tide, Valkyrja) übergangsweise als neuer Schlagzeuger vorgestellt. Eine Woche nach der Veröffentlichung stieg Jomsviking direkt auf Platz 1 der Deutschen Albumcharts ein. Noch im selben Jahr nahm die Band Jocke Wallgren als regulären Schlagzeuger in die Band auf.
Im Mai 2019 folgte das Album Berserker, das es in Deutschland und der Schweiz auf Platz 1 der Charts schaffte. Im August 2022 wurde mit The Great Heathen Army das zwölfte Studioalbum veröffentlicht, das zum dritten Mal in Folge die Chartspitze in Deutschland erobern konnte. Am 8. September 2022 startete die Vikings and Lionhearts Tour genannte Co-Headlinertournee durch Europa mit Machine Head und der Vorgruppe The Halo Effect.

## Stil

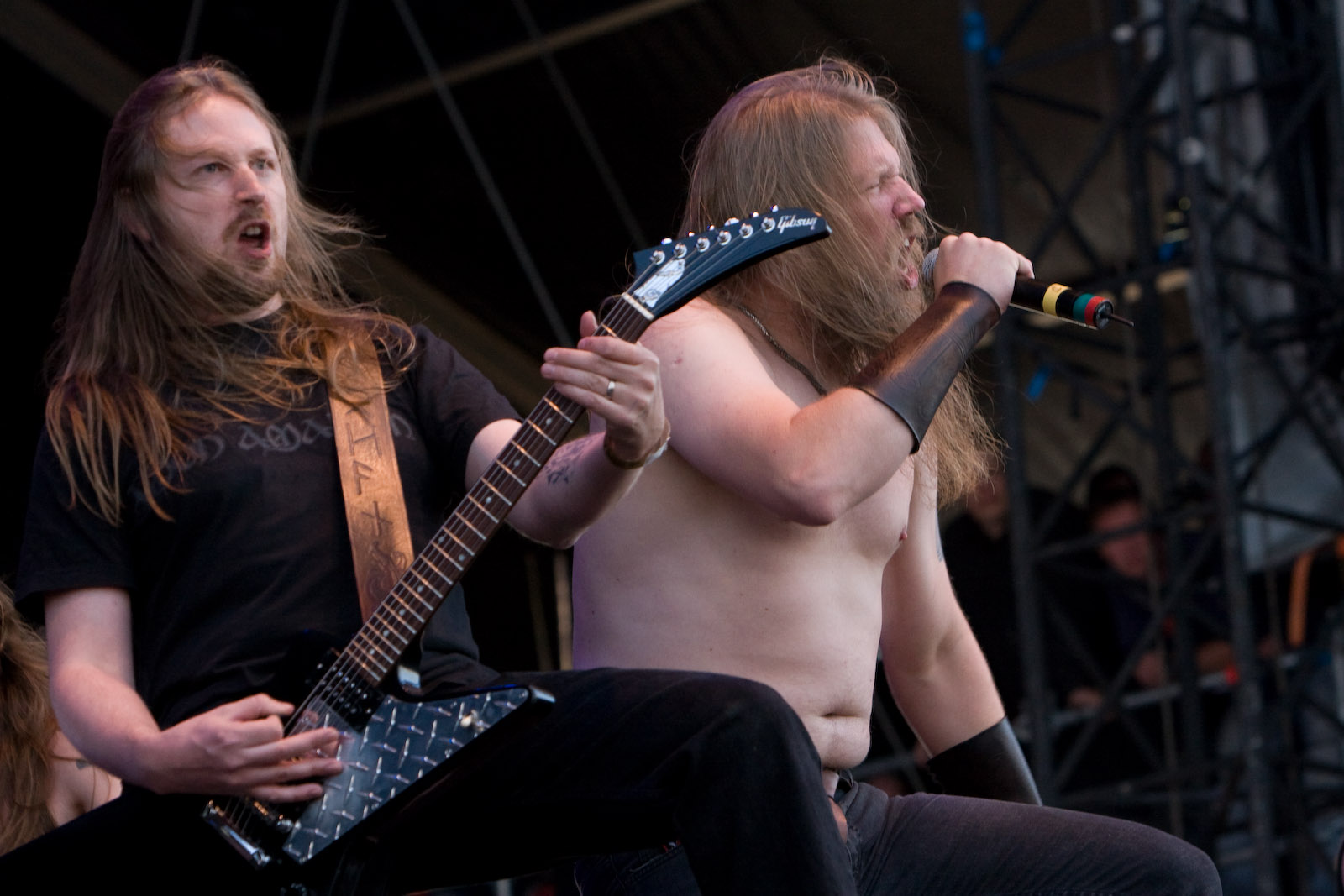
Johan Söderberg und Johan Hegg live auf dem With Full Force 2007

### Musik

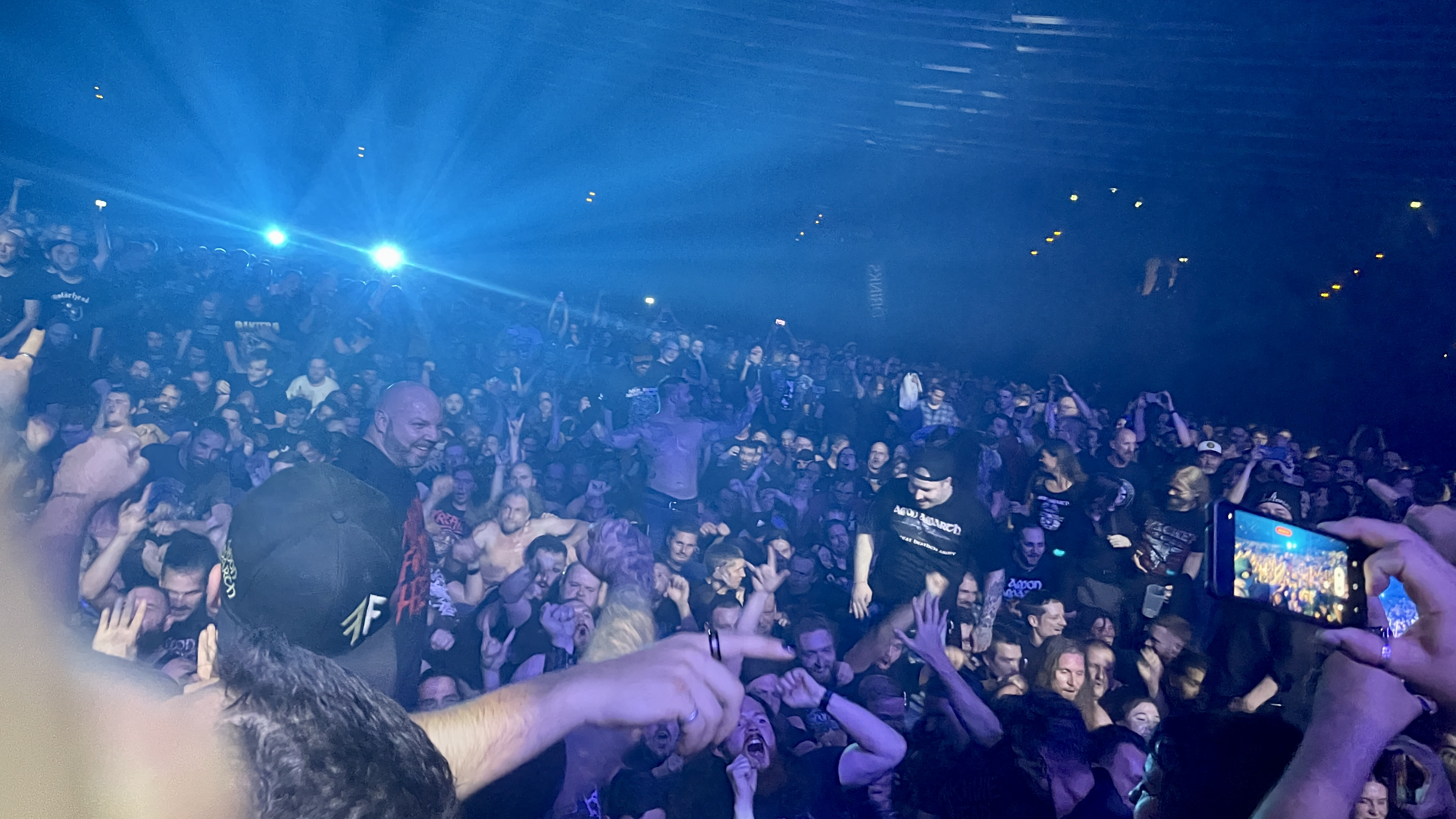
Ruderbootschau von Fans.

Amon Amarth spielt melodischen Death Metal, viele der Songs orientieren sich an Moll-Tonleitern des Quintenzirkels.

### Texte und Genrezuordnung
Amon Amarth lassen sich nicht eindeutig in ein Subgenre des Metals einordnen. Rein musikalisch entspricht die Band dem Death Metal. Da sich die Texte ausschließlich mit Themen der Wikinger und der nordischen Mythologie beschäftigen, wird die Band häufig dem Genre des Viking Metal zugerechnet. Gegen diese Zuordnung spricht jedoch, dass diese Spielart musikalisch dem Black Metal entstammt und nicht dem Death Metal. Die Band selbst lehnt die Viking-Metal-Bezeichnung ab; Sänger Johan Hegg erklärte in einem Interview:

„Wir spielen Death Metal. In unseren Texten geht es um Wikinger, also halten uns einige Leute für eine Viking-Metal-Band, aber ich habe keine Ahnung, was das sein soll.“

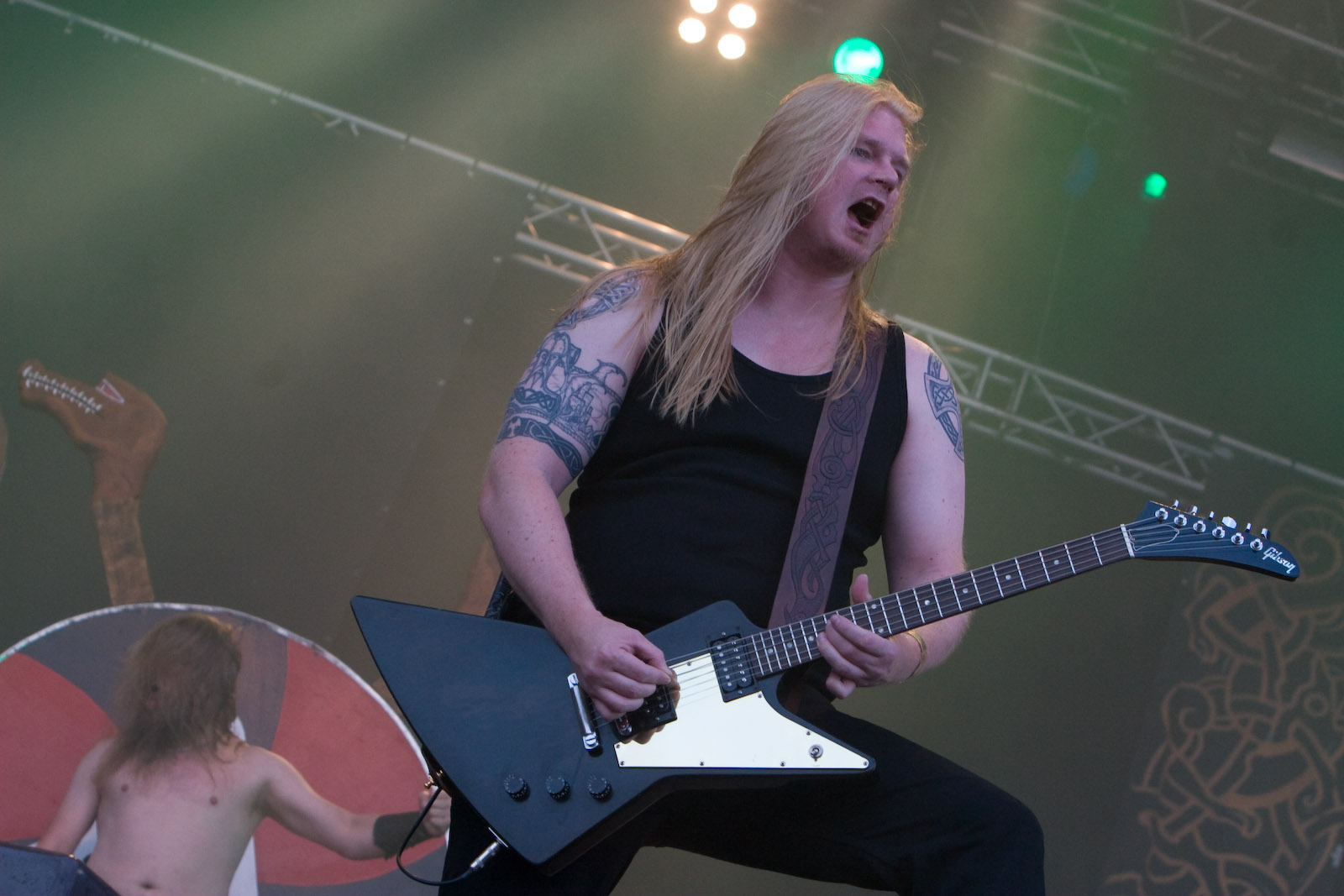
Olavi Mikkonen

Noch deutlicher distanziert sich Gitarrist Olavi Mikkonen:

„Ich meine, wir haben es nie nötig gehabt, uns die Viking-Metal-Etikette an die Brust zu heften. Wozu auch? Was soll Viking Metal eigentlich sein? Gab es damals Strom, mit denen man Gitarren bedienen konnte? Wir sind nichts weiter als eine verdammte Death-Metal-Band und nichts weiter. Vielleicht dreht es sich in unseren Texten ein bisschen mehr als bei anderen Bands um vergangene Zeiten, mehr aber auch nicht. Wenn ich sehe, wie Bands von sich behaupten, als eine der wenigen überhaupt ehrenhaften Viking Metal zu spielen, und dann Covergemälde von Wikingern mit Hörnerhelmen benutzen, dann ist dies einfach nur lächerlich.“

Gelegentlich haben die Lieder auch noch eine tiefere Bedeutung, als es auf den ersten Blick erscheint. Insbesondere in der Anfangszeit hatten die Musiker „noch das Gefühl, alles zu opfern und nichts zurück zu kriegen“. Schlagzeuger Fredrik Andersson konkretisierte diese Aussage seiner Bandkollegen gegenüber dem Legacy-Magazin noch:

„Wir haben schon viele frustrierende Dinge erlebt. Ans Aufgeben haben wir trotzdem nie gedacht. Noch nicht mal, als man uns in unserer Anfangszeit den Probenraum komplett leer geklaut hat.“

Dieses Ereignis und weitere Schicksalsschläge inspirierten Johan Hegg beim Schreiben des Liedtextes zum Lied Versus the World, vom gleichnamigen, 2002 erschienenen Album. Metaphorisch verarbeitet er dort die Rückschläge in den Anfangstagen und den eisernen Willen Amon Amarths und flicht dies in die Handlung des Songtextes ein. Deutlich wird dies im Refrain:

“We’ve been battered and left for dead
We’ve been beaten and we have bled
But we always made it through - Versus the world”

„Wir wurden übel zugerichtet und dem Tode überlassen
Wir wurden geschlagen und wir haben geblutet
Aber wir haben es immer wieder auf die Beine geschafft – Gegen den Rest der Welt“

## Instrumente

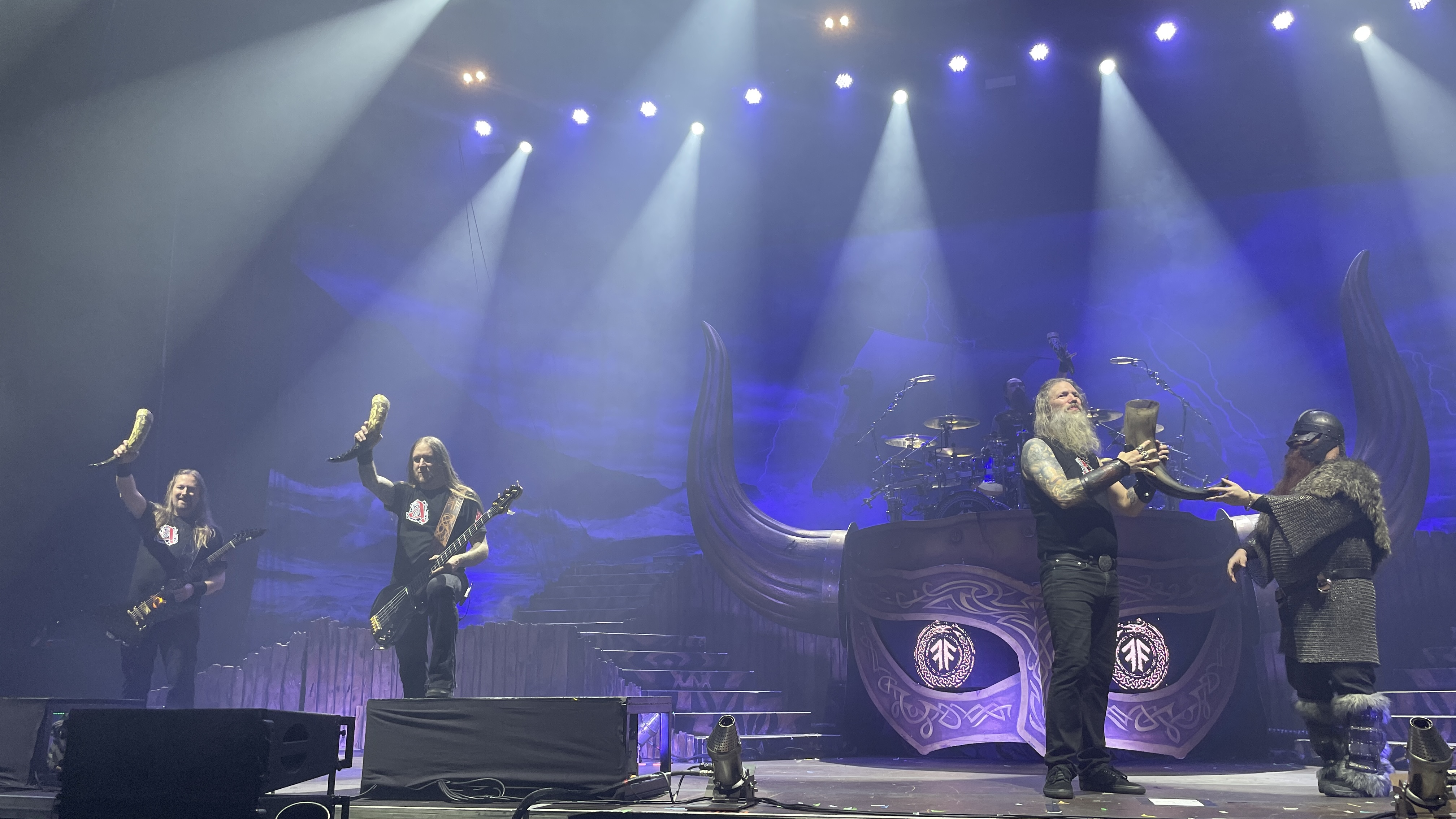
Amon Amarth genießt einen Umtrunk.

Die Gitarristen verwendeten auf den ersten fünf Alben bis With Oden on Our Side unter anderem um fünf Halbtöne herabgestimmte Gitarren. Die tiefste Saite ist dabei auf Kontra-H gestimmt (‚HEADf#h). Auch für das sechste Studioalbum Twilight of the Thunder God wurde diese Stimmung verwendet, außerdem wurde für die drei Songs „Guardians of Asgaard“, „No Fear for the Setting Sun“ und „The Hero“ die tiefe H-Saite weitere zwei Halbtöne auf Kontra-A heruntergestimmt, sodass sich eine Stimmung vergleichbar mit der Dropped-D-Stimmung ergibt, jedoch fünf Halbtöne tiefer (‚AEADf#h). Der Bassist Ted Lundström verwendet unter anderem einen fünfsaitigen Bass in Standardstimmung (‚‚H‚E‚ADg) oder einen viersaitigen Bass in der Stimmung ‚‚H‚E‚AD.

## Der Bandname
Der Name Amon Amarth (auf Deutsch: ‚Schicksalsberg‘) stammt aus J. R. R. Tolkiens Werk Der Herr der Ringe. In einem Interview erklärte Sänger Johan Hegg:

„Ted [Lundström] schlug den Bandnamen vor. Frag mich nicht, wie er darauf gekommen ist. Keiner von uns ist ein großer Herr-der-Ringe-Fan, aber der Name klang cool und die Bedeutung ist ein Killer. […] Der Name symbolisiert, wofür wir stehen.“

Auf dem 1998 erschienenen Album Once Sent from the Golden Hall wird in dem Song „Amon Amarth“ erzählt, wie sich fünfhundert Krieger zum Schicksalsberg, also dem Amon Amarth, aufmachen:

“Thunder breaks the silence

Of five hundred men assembled ashore

Gazing through the misty rain

At the mountain not a mile away

So dark and silent it stands there

The mighty Amon Amarth

Reaching for the cloudcloaked skies

So grim and fearful in might”

## Bandmitglieder

Amon Amarth live auf dem Rockharz 2019
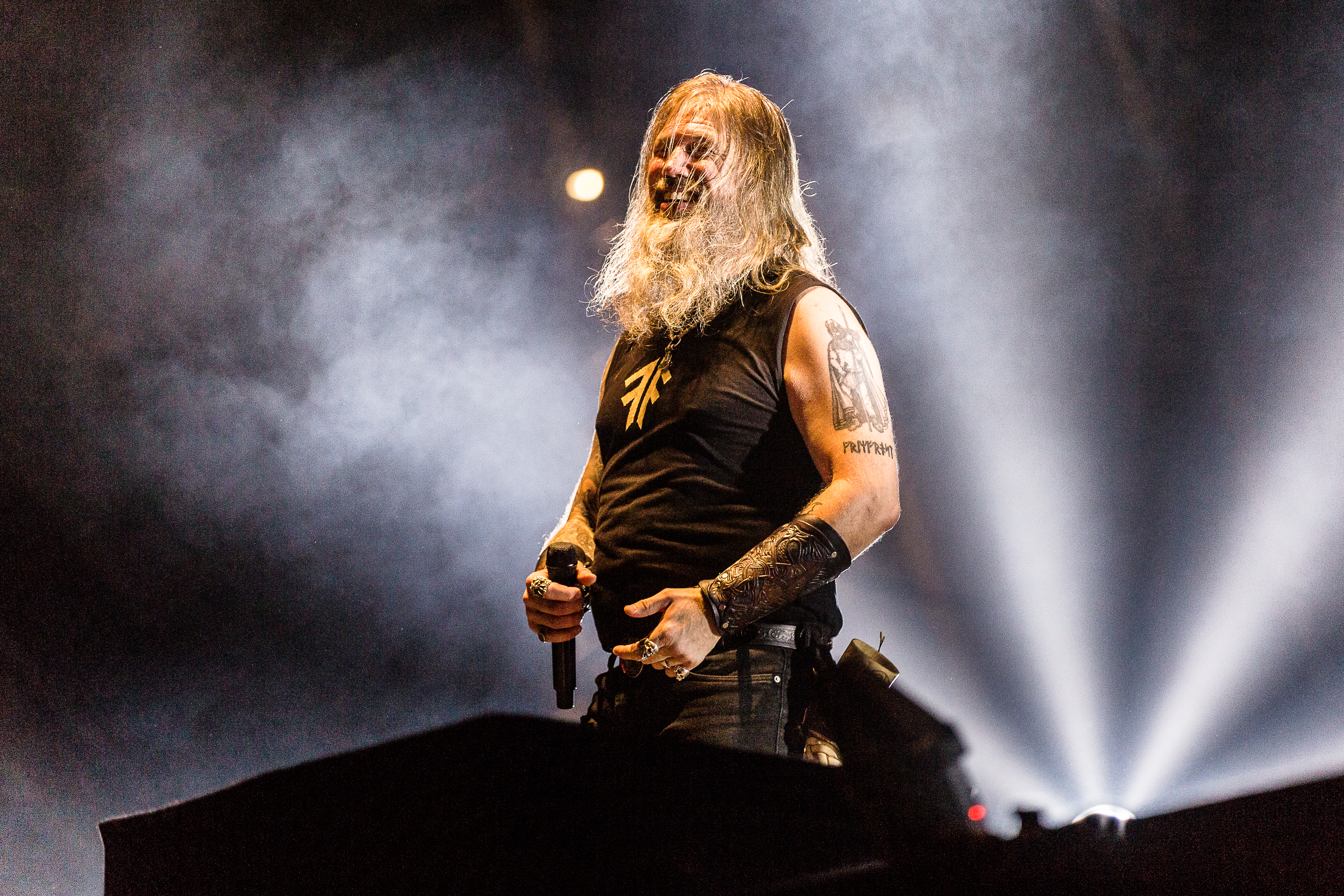
Sänger Johan Hegg
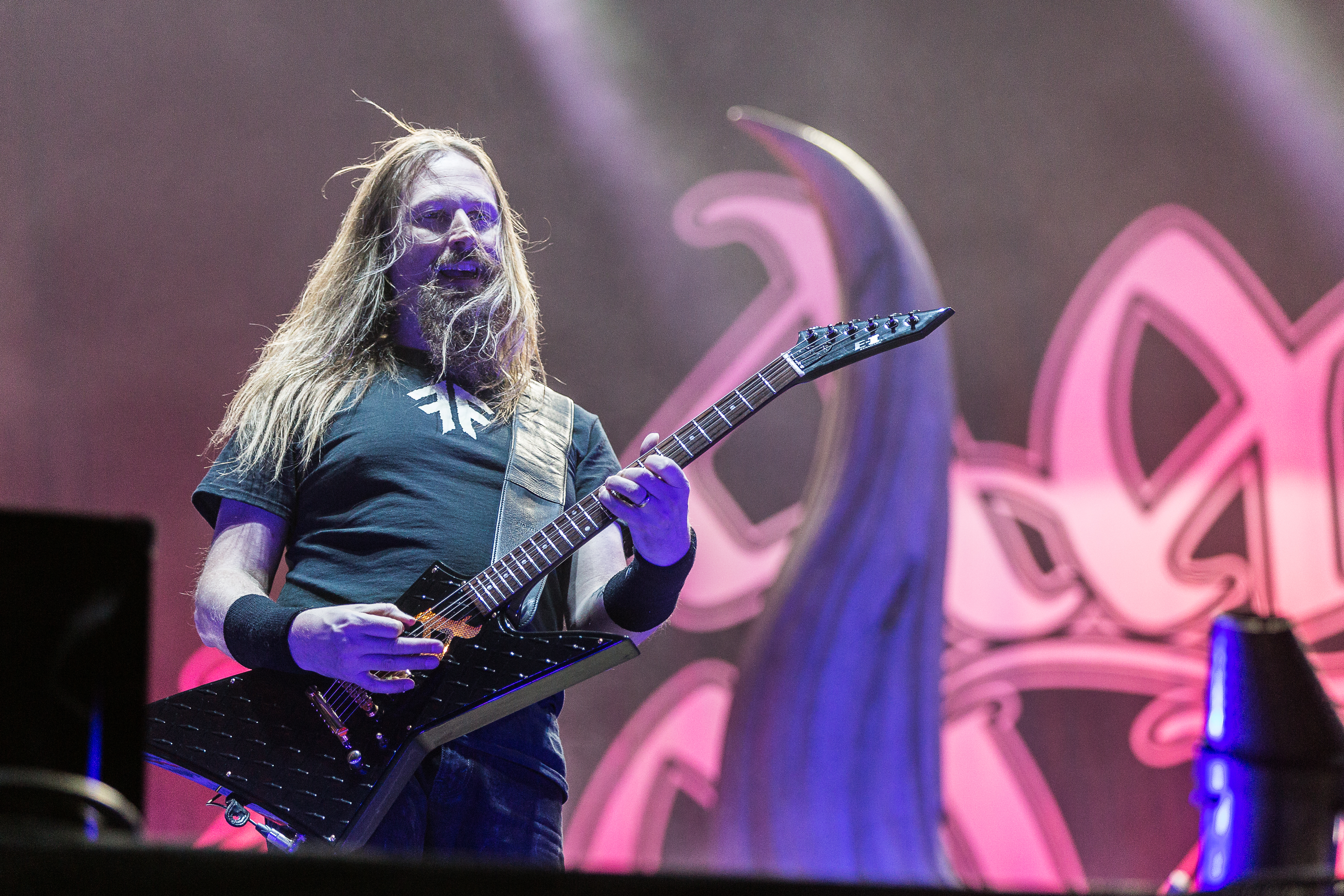
Gitarrist Johan Söderberg
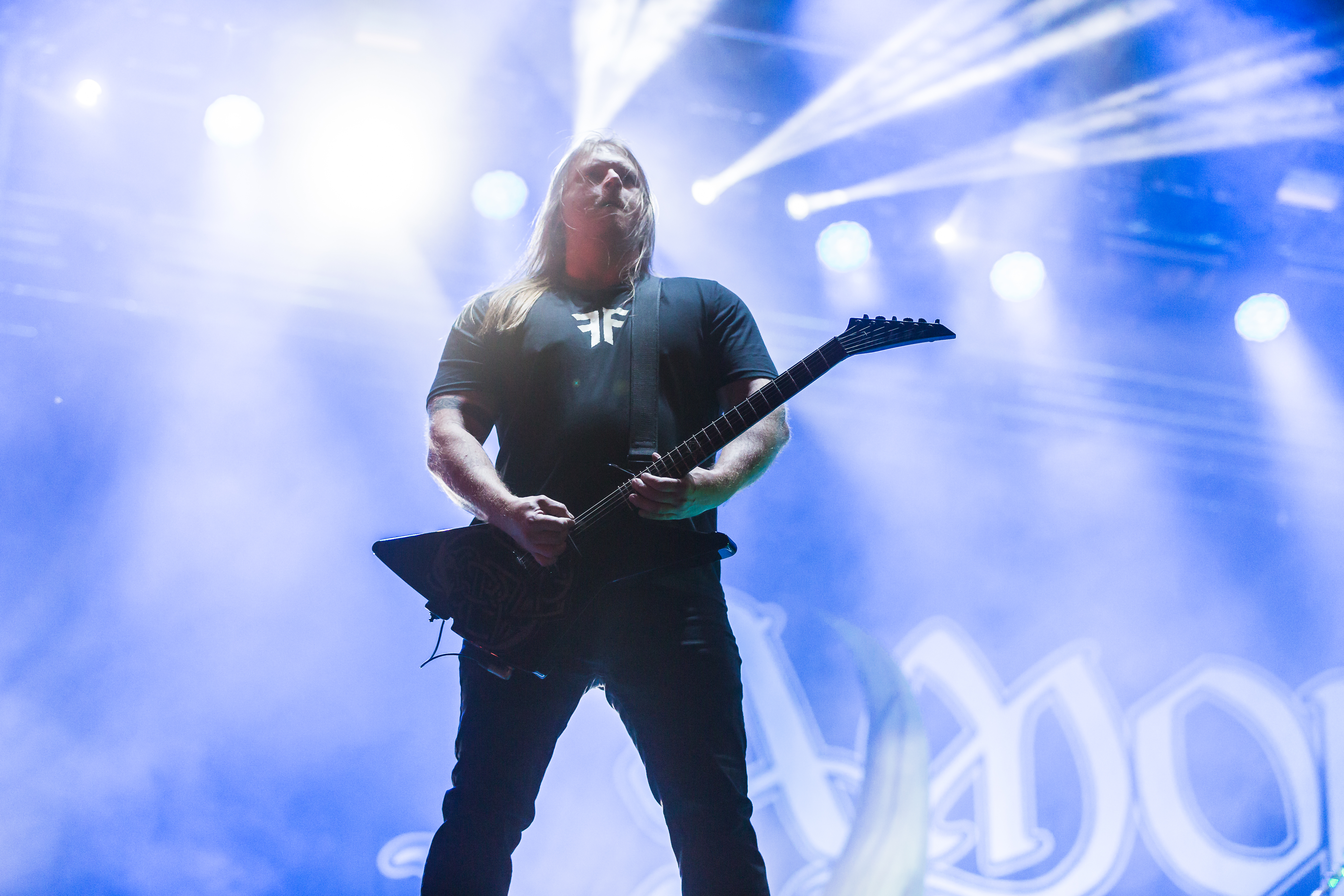
Gitarrist Olavi Mikkonen
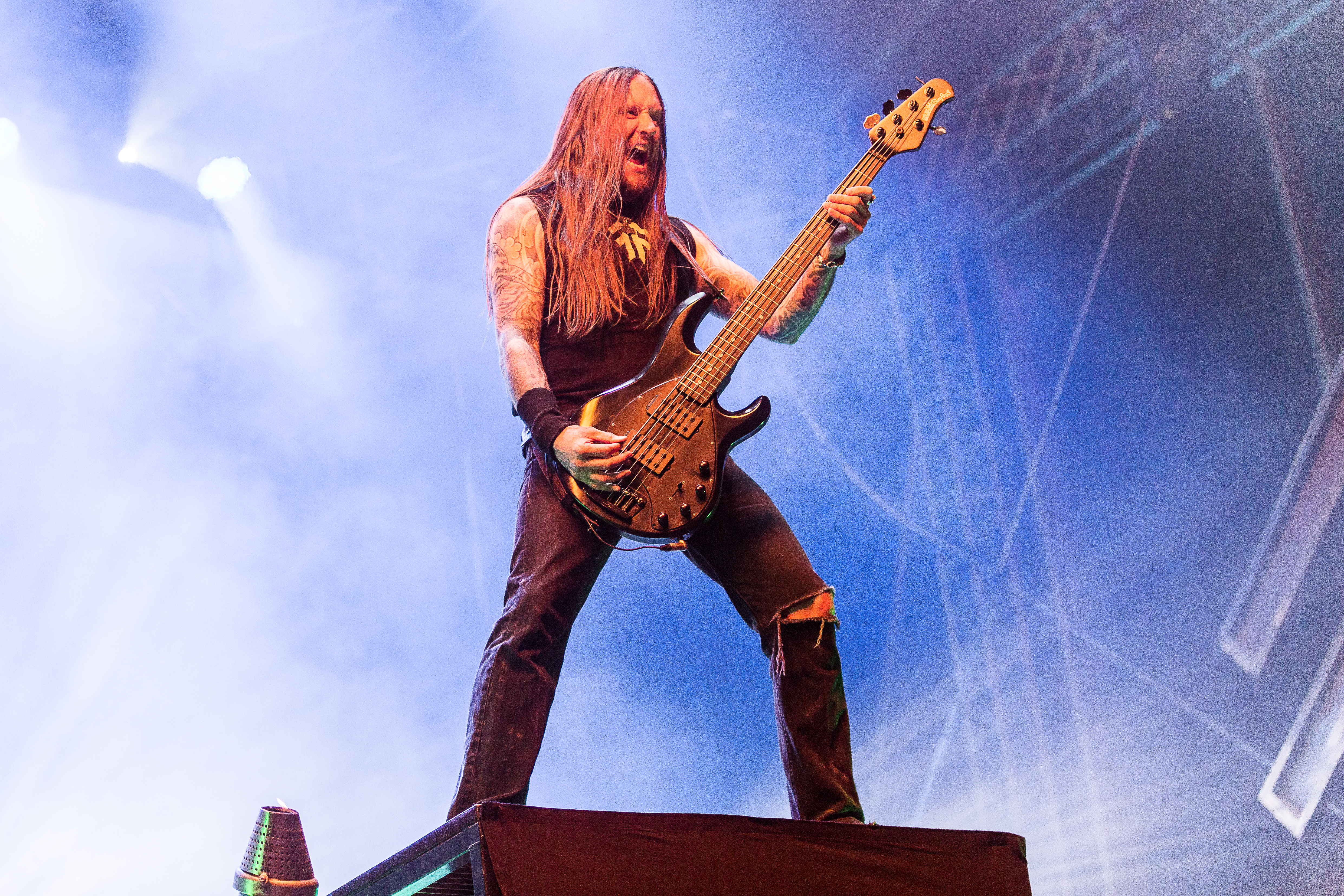
Bassist Ted Lundström
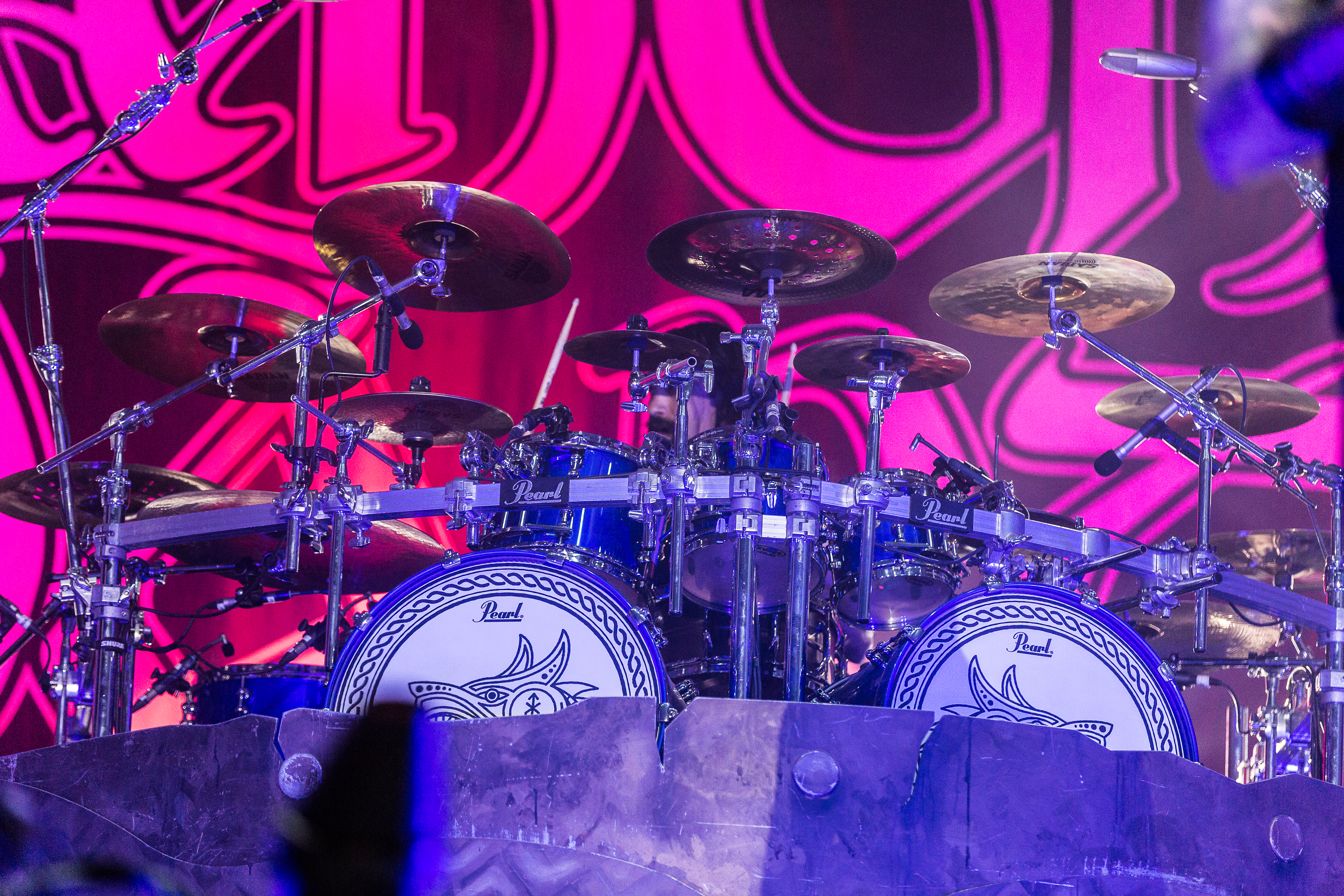
Schlagzeuger Jocke Wallgren

## Diskografie
Studioalben

| Jahr | Titel Musiklabel                           | Höchstplatzierung, Gesamtwochen, AuszeichnungChartplatzierungen (Jahr, Titel, Musiklabel, Platzierungen, Wochen, Auszeichnungen, Anmerkungen) | Höchstplatzierung, Gesamtwochen, AuszeichnungChartplatzierungen (Jahr, Titel, Musiklabel, Platzierungen, Wochen, Auszeichnungen, Anmerkungen) | Höchstplatzierung, Gesamtwochen, AuszeichnungChartplatzierungen (Jahr, Titel, Musiklabel, Platzierungen, Wochen, Auszeichnungen, Anmerkungen) | Höchstplatzierung, Gesamtwochen, AuszeichnungChartplatzierungen (Jahr, Titel, Musiklabel, Platzierungen, Wochen, Auszeichnungen, Anmerkungen) | Höchstplatzierung, Gesamtwochen, AuszeichnungChartplatzierungen (Jahr, Titel, Musiklabel, Platzierungen, Wochen, Auszeichnungen, Anmerkungen) | Höchstplatzierung, Gesamtwochen, AuszeichnungChartplatzierungen (Jahr, Titel, Musiklabel, Platzierungen, Wochen, Auszeichnungen, Anmerkungen) | Anmerkungen                                                                      |
| Jahr | Titel Musiklabel                           | DE | AT | CH | UK | US | SE | Anmerkungen                                                                      |
| ---- | ------------------------------------------ | --- | --- | --- | --- | --- | --- | -------------------------------------------------------------------------------- |
| 1998 | Once Sent from the Golden Hall Metal Blade | — | — | — | — | — | — | Erstveröffentlichung: 10. Februar 1998 Produzent: Peter Tägtgren                 |
| 1999 | The Avenger Metal Blade                    | — | — | — | — | — | — | Erstveröffentlichung: 2. September 1999 Produzent: Peter In De Betou             |
| 2001 | The Crusher Metal Blade                    | — | — | — | — | — | — | Erstveröffentlichung: 8. Mai 2001 Produzenten: Peter Tägtgren, Peter In De Betou |
| 2002 | Versus the World Metal Blade               | — | — | — | — | — | — | Erstveröffentlichung: 18. November 2002 Produzent: Berno Paulsson                |
| 2004 | Fate of Norns Metal Blade                  | DE31 (2 Wo.)DE | AT56 (2 Wo.)AT | — | — | — | — | Erstveröffentlichung: 6. September 2004 Produzent: Berno Paulsson                |
| 2006 | With Oden on Our Side Metal Blade          | DE21 (4 Wo.)DE | AT27 (4 Wo.)AT | — | — | — | SE21 (1 Wo.)SE | Erstveröffentlichung: 22. September 2006 Produzent: Jens Bogren                  |
| 2008 | Twilight of the Thunder God Metal Blade    | DE6 (7 Wo.)DE | AT14 (5 Wo.)AT | CH21 (4 Wo.)CH | — | US50 (4 Wo.)US | SE11 (4 Wo.)SE | Erstveröffentlichung: 17. September 2008 Produzent: Jens Bogren                  |
| 2011 | Surtur Rising Metal Blade                  | DE8 (11 Wo.)DE | AT12 (5 Wo.)AT | CH20 (5 Wo.)CH | UK75 (1 Wo.)UK | US34 (2 Wo.)US | SE8 (5 Wo.)SE | Erstveröffentlichung: 29. März 2011 Produzent: Jens Bogren                       |
| 2013 | Deceiver of the Gods Metal Blade           | DE3 (9 Wo.)DE | AT7 (6 Wo.)AT | CH9 (8 Wo.)CH | UK67 (1 Wo.)UK | US19 (5 Wo.)US | SE9 (9 Wo.)SE | Erstveröffentlichung: 25. Juni 2013 Produzenten: Andy Sneap, Scott Atkins        |
| 2016 | Jomsviking Metal Blade                     | DE1 Gold · (14 Wo.)DE | AT1 (8 Wo.)AT | CH3 (6 Wo.)CH | UK30 (1 Wo.)UK | US19 (2 Wo.)US | SE5 (3 Wo.)SE | Erstveröffentlichung: 25. März 2016 Verkäufe: + 100.000 Produzent: Andy Sneap    |
| 2019 | Berserker Metal Blade                      | DE1 (14 Wo.)DE | AT2 (7 Wo.)AT | CH1 (8 Wo.)CH | UK25 (1 Wo.)UK | US47 (1 Wo.)US | SE5 (2 Wo.)SE | Erstveröffentlichung: 3. Mai 2019 Produzent: Jay Ruston                          |
| 2022 | The Great Heathen Army Metal Blade         | DE1 (9 Wo.)DE | AT4 (5 Wo.)AT | CH3 (6 Wo.)CH | UK95 (1 Wo.)UK | — | SE20 (1 Wo.)SE | Erstveröffentlichung: 5. August 2022 Produzent: Andy Sneap                       |